# Qeshlāq-e Pāvrūd
Qeshlāq-e Pāvrūd (persiska: قشلاق پاورود) är en ort i Iran.   Den ligger i provinsen Zanjan, i den nordvästra delen av landet, 280 km nordväst om huvudstaden Teheran. Qeshlāq-e Pāvrūd ligger 504 meter över havet och antalet invånare är 554.
Terrängen runt Qeshlāq-e Pāvrūd är varierad. Qeshlāq-e Pāvrūd ligger nere i en dal.Runt Qeshlāq-e Pāvrūd är det ganska glesbefolkat, med 47 invånare per kvadratkilometer. Närmaste större samhälle är Chavarzaq, 8,3 km sydost om Qeshlāq-e Pāvrūd. Trakten runt Qeshlāq-e Pāvrūd består i huvudsak av gräsmarker.